# 基隆築港殉職者紀念碑
基隆築港殉職者紀念碑是位於臺灣基隆市中山區潮見丘的紀念碑，係日治時代紀念基隆港殉職築港人員而建，於1930年設置，2003年1月20日登錄為基隆市歷史建築。

## 介紹
日治時期，日本接收台灣之後，就為了運送大量的人力及物力到台灣，而選擇了具備天然港灣條件，戰略位置重要的基隆港，做為全台灣第一個實施現代化建設的港口城市，在基隆築港期間，則分別在仙洞町和昭和町修築官舍，供給技師與工作人員居住，因此紀念碑則選定在昭和町球仔山面海處建造。
最初是以1899年開始築港以來，死歿殉職的築港人員而建造，其中以1924至1928年興建西十六號碼頭時殉難的職工為主，因該工程犧牲之人數最多，故在西岸十六號碼頭附近的火號山，朝著基隆港方向，建碑以玆紀念。
1930年4月，建牌儀式由時任台灣總督石塚英藏主持，基隆港出張所長「松本虎太」則朗讀祭文，共有日本政府官員及民意代表五百餘人參加，原紀念碑底座內供奉死亡日人的遺骨，戰後則隨著日本人歸國。
2001年， 基隆築港殉職者紀念碑入選中華民國各縣市歷史建築十景中，基隆市十景之列，2005年，該紀念碑由基隆港務局轉交基隆市政府管理，並開放給予遊客參觀。

## 碑身設計
建港紀念碑分為參道、紀念廣場及紀念碑等區塊，參道位於正⾯向上中軸線，共有兩層。其中碑身主體由混凝⼟製成，共9公尺⾼，並分為基磐、基座、碑座、碑⾝及碑⾸等五部分，基座結構為中空設計，碑體外環由三種不同造型的基柱組合為四方形佈局，碑⾸為橢圓形外帽壓在碑⾝上，採用具有歐美古典建築樣式的簡潔風格，外部裝飾則採用洗⽯⼦。
最初，碑身上曾置放著碑⽂，⽬前僅知部分碑⽂由總督親筆揮毫，不過現今正⾯矩形碑牌已遺失，無法可考。

## 圖片

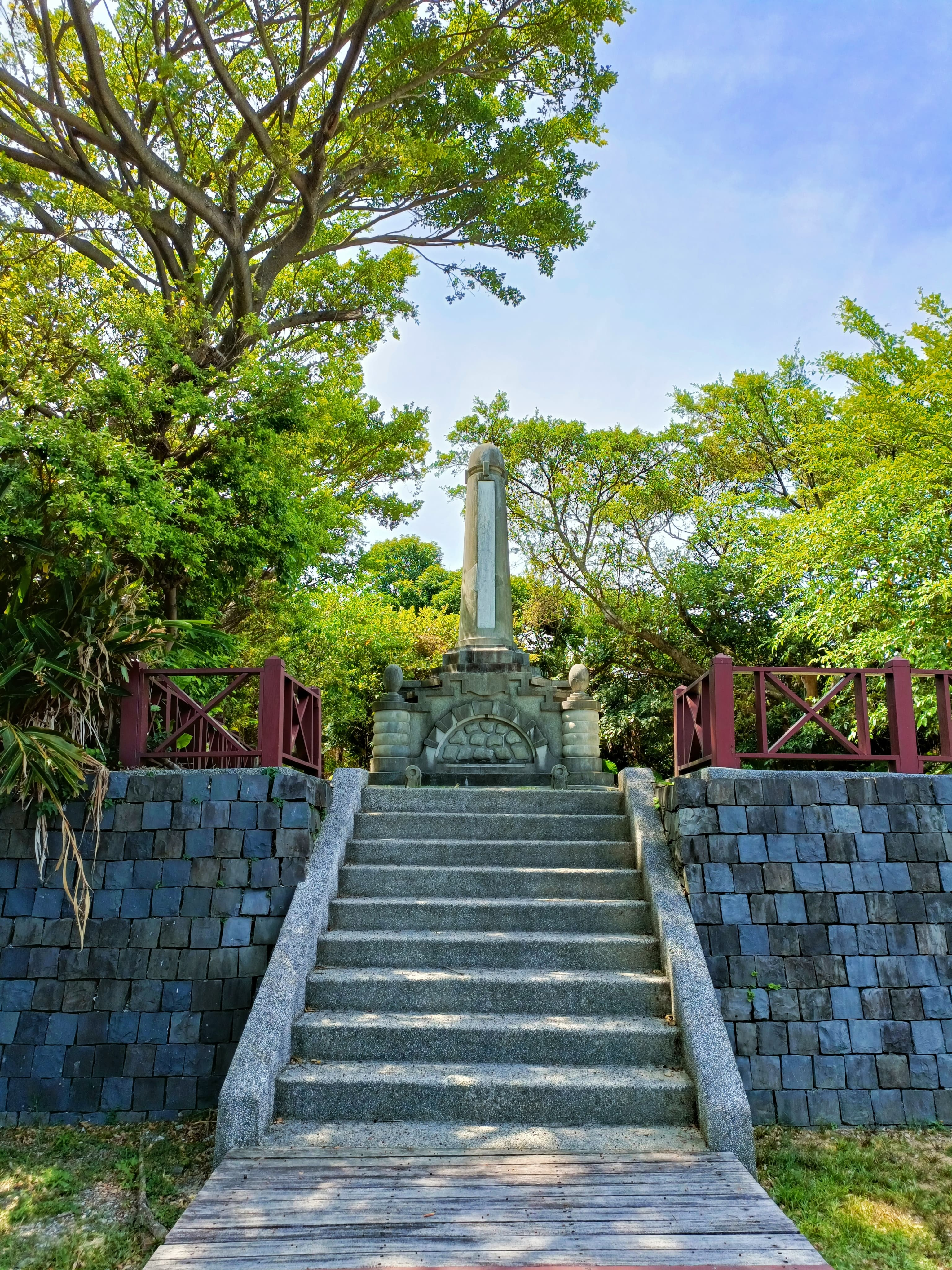
築港殉職者紀念碑參道
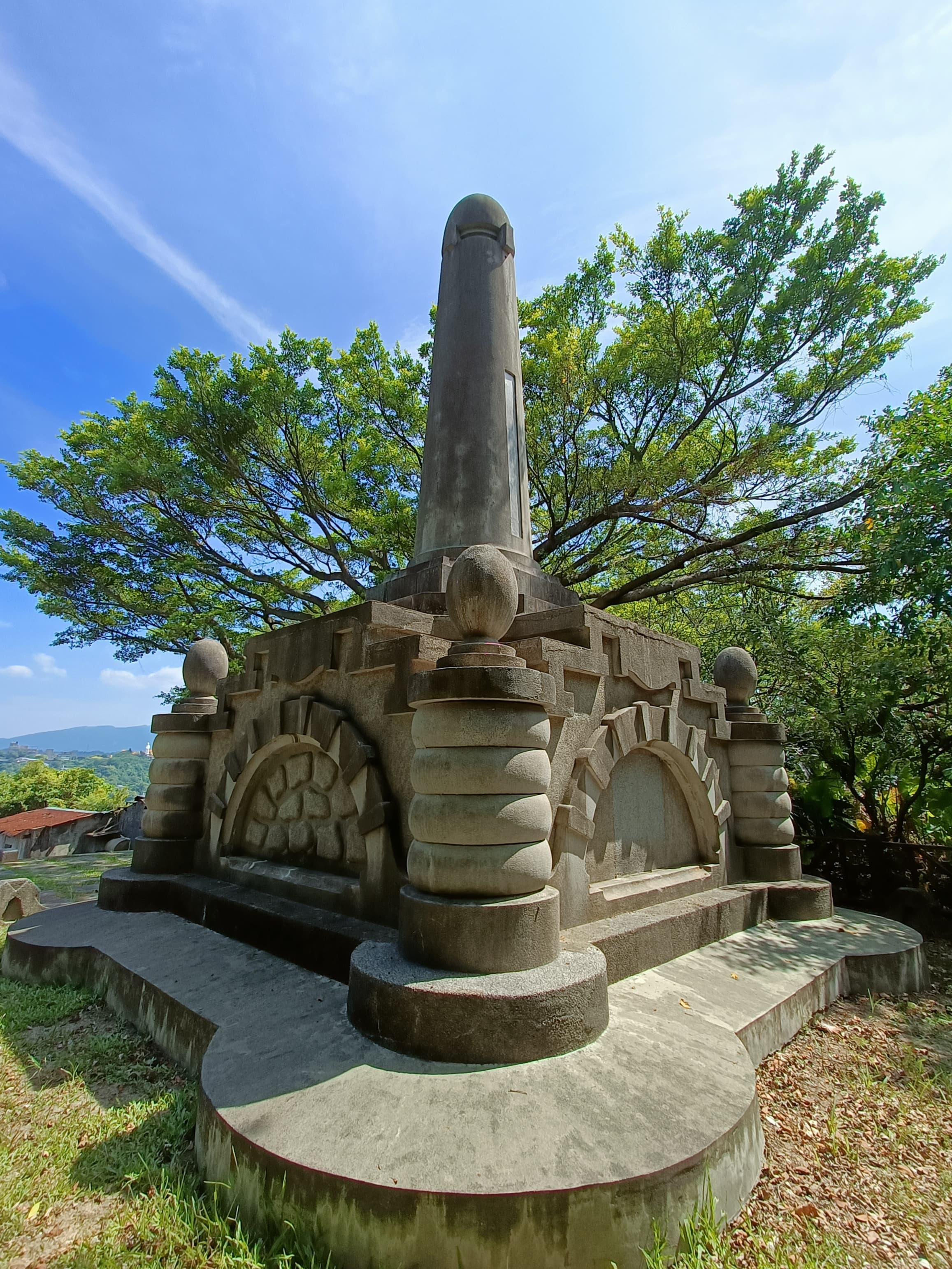
築港殉職者紀念碑
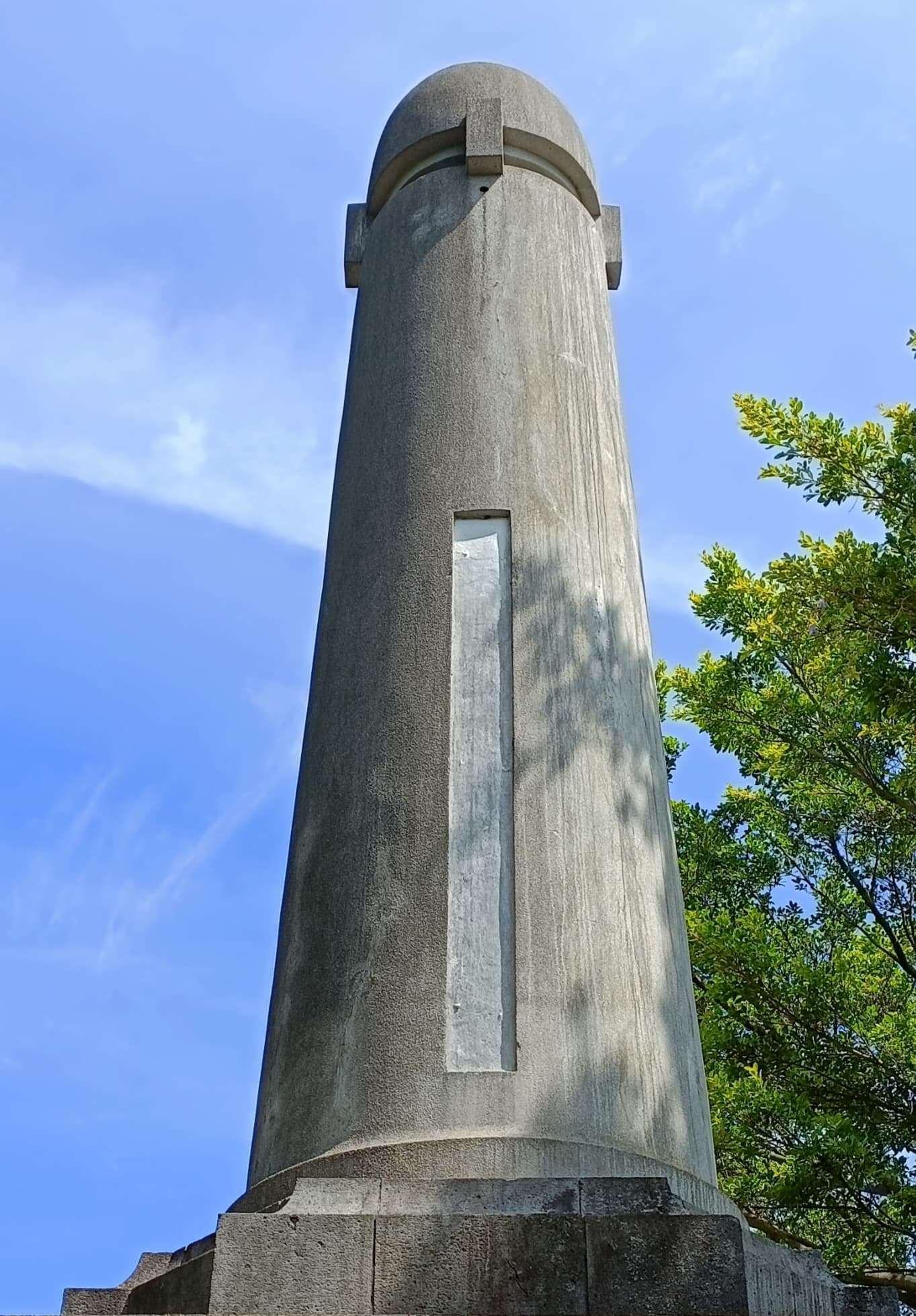
築港殉職者紀念碑的正⾯矩形碑牌區域
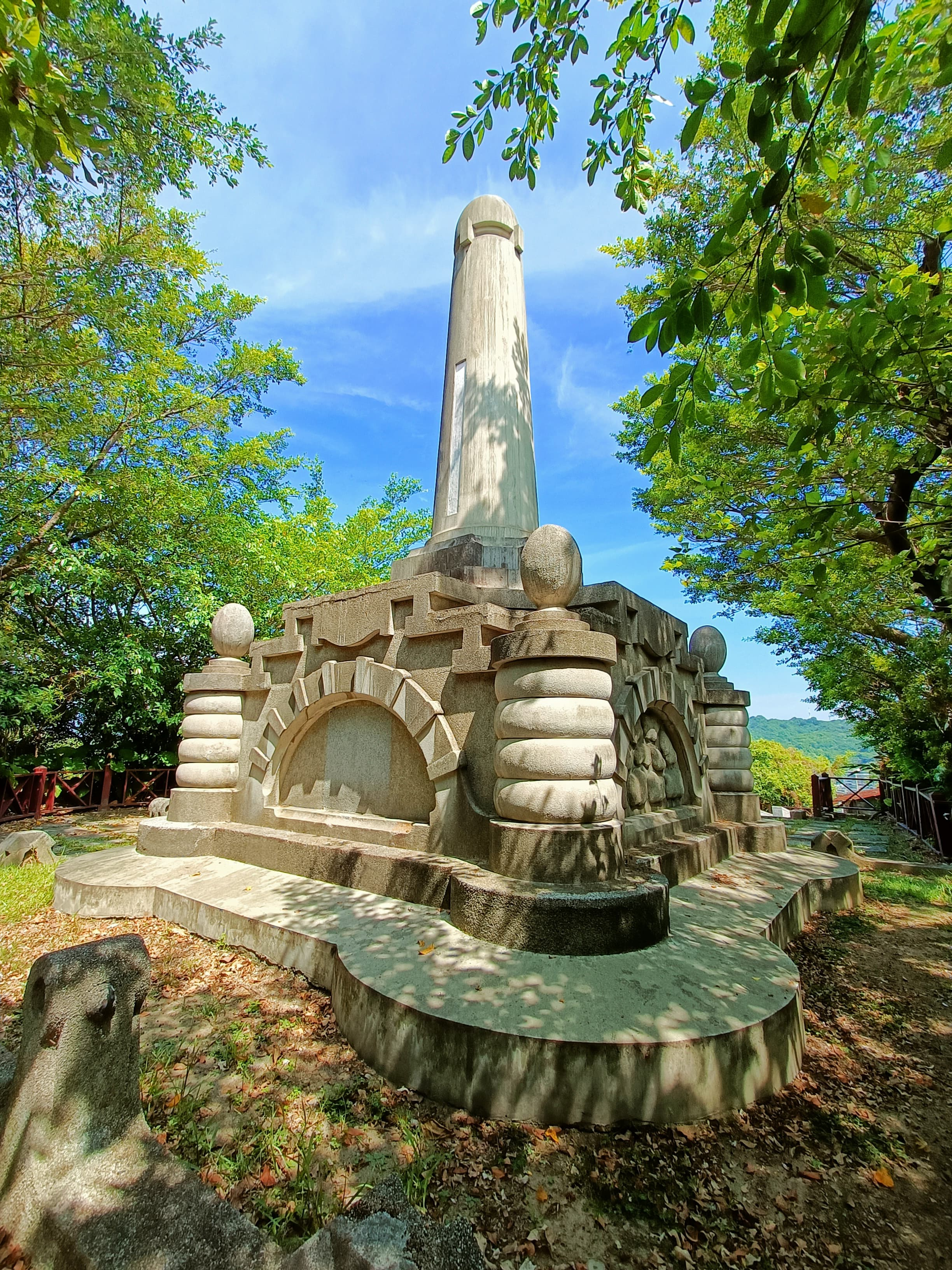
築港殉職者紀念碑